# Belarus International
Die Belarus International sind die offenen internationalen Meisterschaften von Belarus im Badminton. Sie wurden erstmals 2018 ausgetragen.

## Sieger
| Saison    | Herreneinzel       | Dameneinzel       | Herrendoppel                            | Damendoppel                            | Mixed                               |
| --------- | ------------------ | ----------------- | --------------------------------------- | -------------------------------------- | ----------------------------------- |
| 2018      | Ade Resky Dwicahyo | Marie Batomene    | Ade Resky Dwicahyo Azmy Qowimuramadhoni | Olga Arkhangelskaya Elizaveta Tarasova | Robert Cybulski Wiktoria Dąbczyńska |
| 2019      | Lei Lanxi          | Wang Zhiyi        | Ou Xuanyi Zhang Nan                     | Yu Xiaohan Zhang Shuxian               | Ren Xiangyu Zhou Chaomin            |
| 2020 2024 | nicht ausgetragen  | nicht ausgetragen | nicht ausgetragen                       | nicht ausgetragen                      | nicht ausgetragen                   |